# Bisi Olateru-Olagbegi
Œuvres principales
Path to Women’s Development: Thoughts, Vision and Passion
Bisi Olateru-Olagbegi, née le 4 août 1953, décédée le 17 décembre 2015, est une avocate, une activiste et la directrice de Women Consortium of Nigeria (WOCON) (en français : Consortium des femmes du Nigeria). Elle est également une écrivaine prolifique, auteur d'une cinquantaine d'ouvrages dont Path to Women’s Development: Thoughts, Vision and Passion.

## Biographie
Bisi Olateru-Olagbegi est la fille d'un ancien juge et chancelier de l'église Africaine (en). Elle fait des études de droit à l'université Obafemi-Awolowo et y rencontre son futur mari Folagbade Olateru Olagbegi III (en), conférencier à l'université. Son mari devient un chef traditionnel. De leur union naissent quatre enfants, Kiitan, Bamarajo, Olasimbo et Olafusi qui deviennent princes et princesses.
Elle s'inscrit au barreau du Nigeria, en 1975. Elle publie plus de 50 ouvrages différents et est connue pour son expertise sur les questions de genre, dont les mutilations génitales féminines et les violences. Elle agit également dans le domaine de la traite des êtres humains, le travail forcé et d'autres questions liées aux droits de l'homme.

## Source de la traduction
- (en) Cet article est partiellement ou en totalité issu de l’article de Wikipédia en anglais intitulé « Bisi Olateru-Olagbegi » (voir la liste des auteurs).